# Zaifeng
Zaifeng, 2. książę Chun (醇親王, Chún qīnwáng; ur. 12 lutego 1883, zm. 3 lutego 1951) – arystokrata mandżurski z rodu Aisin Gioro, ojciec ostatniego cesarza Chin Puyi.

## Biografia
Był synem Yixuana, 1. księcia Chun i młodszym bratem cesarza Guangxu. W 1901 roku, po upadku powstania bokserów, został wysłany z misją ekspiacyjną do Berlina, gdzie spotkał się z bardzo życzliwym przyjęciem. Miał bardzo dobre relacje z cudzoziemcami. Cesarzowa Cixi obawiała się tej zażyłości i chcąc podporządkować sobie Zaifenga ożeniła go w 1902 roku z córką swojego zausznika Rong Lu.
W kolejnych latach, dzięki protekcji Cixi, otrzymał wiele dostojeństw i przywilejów – między innymi tytuł podwójnego wielkiego księcia, prawo do poruszania się po Zakazanym Mieście w palankinie z czterema tragarzami i przywilej zezwalający na używanie palankinu barwy morelowej. Cesarzowa nakazała również konsultowanie z nim wszelkich ważniejszych decyzji państwowych.
Edyktem z 14 listopada 1908 roku jego syn Puyi został mianowany następcą tronu, a Zaifeng jako regent objął rządy w imieniu małoletniego syna. Jedną z jego pierwszych decyzji było usunięcie Yuan Shikaia, którego początkowo planował zgładzić w zemście za los cesarza Guangxu. Próbował ograniczyć wpływy Yuana w siłach zbrojnych, mianując się w imieniu syna dowódcą złożonej z Mandżurów gwardii cesarskiej oraz naczelnym wodzem armii i rozdając wysokie stanowiska w wojsku swoim braciom. Ustanowił szereg nowych orderów. 6 grudnia 1911 roku Yuan Shikai zmusił go do rezygnacji ze stanowiska regenta na rzecz cesarzowej Longyu.
Jako regent okazał się osobą nieudolną. Nie interesował się rządzeniem, szukając okazji do spędzania czasu w samotności. Późniejsze obalenie monarchii skomentował z radością słowami: Od dziś będę siedział w domu i bawił się z dziećmi. Okazał się także osobą ograniczoną, co potwierdzały liczne zachowania budzące konsternację nawet wśród jego własnych krewnych: odnosząc się z pogardą do religii skrupulatnie składał ofiary i palił kadzidła w czasie świąt, a chcąc ukazać swoją „nowoczesność” kupił sobie garnitur i przez kilka dni chodził po pałacu z koszulą wystającą spod marynarki, zanim nie poinstruowano go, że należy ją wpuścić w spodnie.
Po abdykacji mieszkał przez kilkanaście lat w swojej pekińskiej rezydencji, izolując się od polityki. Po splądrowaniu cesarskich grobowców przez żołnierzy Czang Kaj-szeka w 1928 roku w obawie o swój los przeprowadził się wraz z całą rodziną do Tianjinu.